# Magnus Carlsen
Sven Magnus Øen Carlsen (Tønsberg, 30 de novembro de 1990) é um grande mestre de xadrez norueguês e campeão mundial de xadrez clássico de 2013 a 2023. É amplamente reconhecido como um dos maiores enxadristas de todos os tempos.  Foi campeão mundial de xadrez rápido em 2014, 2015, 2019, 2022 e 2023 e campeão mundial de xadrez blitz nos anos de 2009, 2014, 2017, 2018, 2019, 2022 e 2023. Carlsen se mantém em primeiro lugar na classificação mundial de xadrez FIDE desde 1° de julho de 2011 e fica atrás apenas de Garry Kasparov em tempo como jogador com a classificação mais alta do mundo. Em maio de 2014, alcançou o seu rating (método estatístico utilizado para se calcular a força relativa entre jogadores de xadrez) máximo de 2882, o maior da história. Também detém o recorde de maior sequência de invencibilidade no nível mais alto de xadrez clássico.
Carlsen se tornou o Campeão Mundial de Xadrez em 2013 ao derrotar o então campeão Viswanathan Anand. Ele manteve seu título em 2014 contra Anand, o vencedor do Torneio de Candidatos FIDE e ganhou ambos os Campeonatos Mundiais de Xadrez Rápido e Blitz daquele ano, se tornando o primeiro enxadrista a conseguir os três títulos simultaneamente, feito que também atingiu em 2019 e 2022. Ele defendeu seu título mundial clássico contra Sergey Karjakin em 2016, contra Fabiano Caruana em 2018 e disputou novamente o título mundial com o desafiante Ian Nepomniachtchi em 2021. No ano seguinte, Carlsen anunciou que não disputaria o próximo campeonato mundial, contra Nepomniachtchi, quebrando seu ciclo de campeonatos mundiais clássicos de xadrez.

## Biografia no xadrez
- Até os 8 anos de idade, Carlsen se interessava muito por futebol e começou a praticar sky jumping. Seu maior feito, no xadrez, foi ter derrotado sua irmã mais velha.
- Aos 10 anos, participou do seu primeiro torneio contra juniores experientes da Noruega obtendo 3,5 pontos em 5 possíveis.
- Aos 11 e 12 anos começou a estudar com o Grande Mestre Simen Agdestein e fez uma turnê preparatória pela Europa.
- Aos 13 anos, tornou-se Mestre Internacional de Xadrez em 20 de agosto de 2003. Antes de completar quatorze anos, em 2004, tornou-se o mais jovem Grande Mestre de Xadrez até aquele momento. Ainda nesse ano o jornal Washington Post o chamou de "Mozart do xadrez".[20]

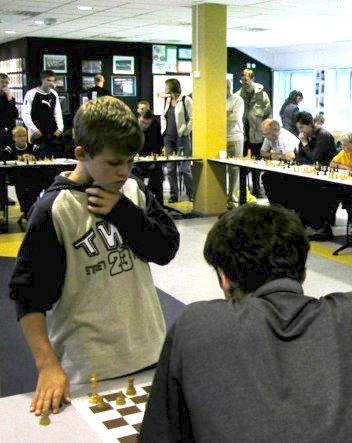
Magnus em uma simultânea.

- Aos 17 anos, alcançou a semifinal da World Chess Cup.
- Aos 18 anos, empatou na primeira colocação do torneio Corus A, deixando para trás Viswanathan Anand e Vladimir Kramnik.
- Aos 19 anos, em 2009, treinou por um ano com Gary Kasparov,[21] quando alcançou uma "performance rating" de aproximadamente 3000 pontos, ao vencer o torneio de Nanjing com 8 pontos em dez possíveis. No torneio magistral de Londres, em dezembro de 2009, Carlsen venceu com um ponto a mais que o russo Vladimir Kramnik, tornando-se o mais novo número um no ranking mundial da história da FIDE.[22]
- Aos 20 anos já era o primeiro do ranking há mais de um ano.
- Aos 21 anos, se recusou a disputar o Torneio de Candidatos de 2011, com a justificativa de que a FIDE estava desorganizada e o torneio necessitava ser mais moderno e justo.[23]
- Aos 22 anos ganhou pela terceira vez o London Chess Championship.
- Aos 23 anos, em 2013, tornou-se campeão mundial ao derrotar o então campeão Viswanathan Anand e venceu o torneio de Chennai.
- Aos 24 anos, além de defender o seu título contra Viswanathan Anand, tornou-se o primeiro campeão com a tríplice coroa, ao vencer o mundial de xadrez blitz e o de Xadrez Rápido.
- Aos 25 anos, em 2015, tornou-se bicampeão de xadrez rápido.[24]
- Em novembro de 2016, aos 26 anos, Magnus Carlsen manteve, mais uma vez, o título de campeão mundial absoluto de xadrez ao derrotar o russo Sergey Karjakin por 9 a 7 (6 a 6 nas doze partidas regulamentares e 3 a 1 no tie-brake).
- Em 2018, aos 28 anos, manteve seu título de campeão de Xadrez Clássico contra Fabiano Caruana, derrotando-o por 9 a 6 (todas as partidas clássicas foram empatadas, porém Carlsen superou Caruana no tie-brake). O norueguês também venceu o mundial de Xadrez Blitz nesse ano.
- Em 2019, aos 29 anos, Carlsen repetiu seu feito de 2014, tornando-se campeão mundial nas três modalidades (Clássico, Rápido e Blitz).

O ex-campeão mundial Kasparov disse que o vê como uma espécie de Harry Potter e comparou o seu estilo ao dos também campeões: José Raul Capablanca e Anatoly Karpov. Magnus afirma que não se baseia em um jogador específico, mas que analisa o jogo de todos e se deixa levar pela intuição.

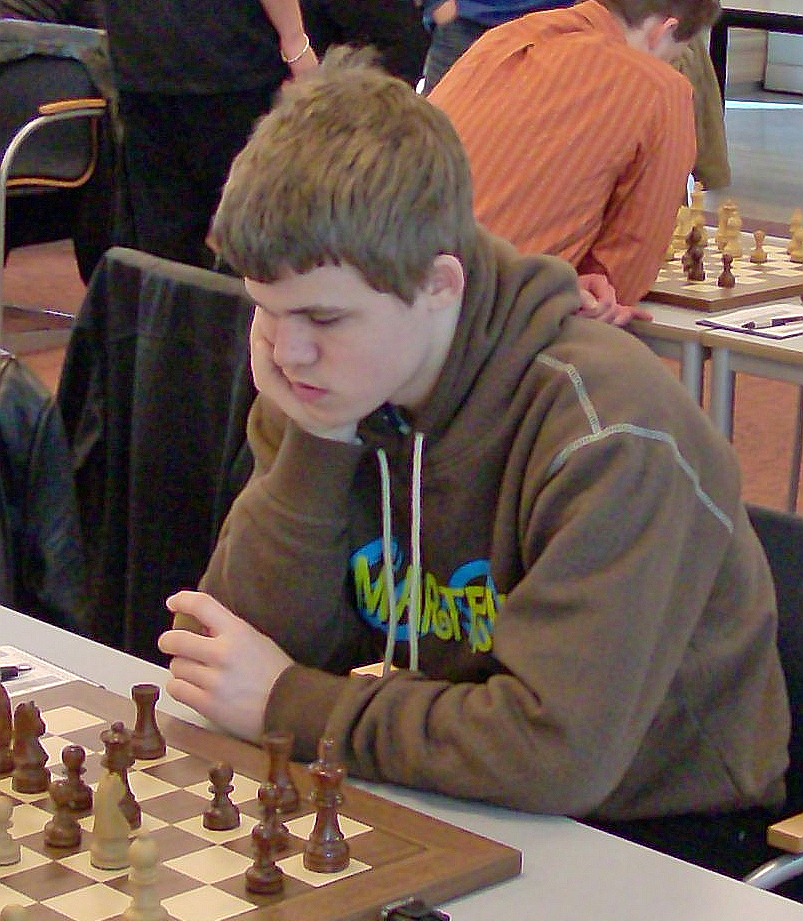

### Torneio de candidatos de 2013
Em 1 de abril de 2013, Magnus Carlsen venceu, com somente 22 anos, o Torneio de Candidatos e se qualificou para enfrentar, no final do ano, Viswanathan Anand durante o campeonato mundial. Na rodada final do torneio, dois resultados surpreenderam os analistas, pois os dois concorrentes diretos perderam seus confrontos. Magnus ganhou por ter uma vitória a mais do que seu oponente, Vladimir Kramnik.

### Campeonato Mundial de 2013
Carlsen enfrentou Anand no Campeonato Mundial de Xadrez de 2013 em Chennai, Índia, de 9 a 22 de novembro. Carlsen venceu o confronto 6½–3½ ao ganhar o quinto, sexto e nono jogo, empatando todas as outras partidas; assim, Carlsen tornou-se o novo campeão mundial de xadrez. Apesar de ser o desafiante, e menos experiente que Anand, ele lidou com a pressão com certa facilidade, vencendo seu primeiro jogo ao ganhar vantagem de um pequeno erro cometido por Anand, e saiu vitorioso nos jogos 6 e 9, fazendo dele o 16º Campeão Mundial de Xadrez.
|                           | Rating | Rank | Partida 19 Nov. | Partida 210 Nov. | Partida 312 Nov. | Partida 413 Nov. | Partida 515 Nov. | Partida 616 Nov. | Partida 718 Nov. | Partida 819 Nov. | Partida 921 Nov. | Partida 10 22 Nov. | Partida 11 24 Nov. | Partida 12 26 Nov. | Resultado |
| ------------------------- | ------ | ---- | --------------- | ---------------- | ---------------- | ---------------- | ---------------- | ---------------- | ---------------- | ---------------- | ---------------- | ------------------ | ------------------ | ------------------ | --------- |
| Viswanathan Anand (Índia) | 2775   | 8    | ½               | ½                | ½                | ½                | 0                | 0                | ½                | ½                | 0                | ½                  | Não necessárias    | Não necessárias    | 3½        |
| Magnus Carlsen (Noruega)  | 2870   | 1    | ½               | ½                | ½                | ½                | 1                | 1                | ½                | ½                | 1                | ½                  | Não necessárias    | Não necessárias    | 6½        |

### Defesa do título mundial em 2014
Magnus Carlsen enfrentou novamente Anand pelo título de Campeão Mundial de Xadrez em 2014. Anand conquistou sua vaga no campeonato ao vencer o Torneio de Candidatos de 2014. O campeonato ocorreu de 7 a 23 de novembro em Sochi, Rússia. Depois de 11 de 12 jogos, Carlsen liderava com 6½–4½, portanto defendendo seu título como Campeão Mundial.
|                           | Rating | Rank | Partida 18 Nov. | Partida 29 Nov. | Partida 311 Nov. | Partida 412 Nov. | Partida 514 Nov. | Partida 615 Nov. | Partida 717 Nov. | Partida 818 Nov. | Partida 920 Nov. | Partida 1021 Nov. | Partida 1123 Nov. | Partida 1225 Nov. | Resultado |
| ------------------------- | ------ | ---- | --------------- | --------------- | ---------------- | ---------------- | ---------------- | ---------------- | ---------------- | ---------------- | ---------------- | ----------------- | ----------------- | ----------------- | --------- |
| Magnus Carlsen (Noruega)  | 2863   | 1    | ½               | 1               | 0                | ½                | ½                | 1                | ½                | ½                | ½                | ½                 | 1                 | Não necessária    | 6½        |
| Viswanathan Anand (Índia) | 2792   | 6    | ½               | 0               | 1                | ½                | ½                | 0                | ½                | ½                | ½                | ½                 | 0                 | Não necessária    | 4½        |

### Defesa do título mundial em 2016
Magnus Carlsen manteve, mais uma vez, o título de campeão mundial absoluto de xadrez ao derrotar o russo Sergey Karjakin por 9 a 7 (6 a 6 nas doze partidas regulamentares e 3 a 1 no tie-break). A disputa em Nova Iorque começou muito equilibrada, pois a superioridade de Carlsen encontrou um defensor eficiente que foi chamado, pelos analistas, de: o próximo ministro da defesa da Rússia. As partidas de desempate aconteceram no dia 30 de novembro, dia em que Carlsen completava 26 anos. Depois de empatar as partidas 1 e 2, Carlsen ganhou os jogos 3 e 4, garantindo uma vitória de 3–1 sobre Karjakin. A última partida rápida do confronto terminou com um brilhante sacrifício de dama.
|                       | Rating | Rank | Partidas clássicas | Partidas clássicas | Partidas clássicas | Partidas clássicas | Partidas clássicas | Partidas clássicas | Partidas clássicas | Partidas clássicas | Partidas clássicas | Partidas clássicas | Partidas clássicas | Partidas clássicas | Partidas rápidas | Partidas rápidas | Partidas rápidas | Partidas rápidas | Resultado |
| 1                     | Rating | Rank | 2                  | 3                  | 4                  | 5                  | 6                  | 7                  | 8                  | 9                  | 10                 | 11                 | 12                 | 13                 | 14               | 15               | 16               |                  | Resultado |
| --------------------- | ------ | ---- | ------------------ | ------------------ | ------------------ | ------------------ | ------------------ | ------------------ | ------------------ | ------------------ | ------------------ | ------------------ | ------------------ | ------------------ | ---------------- | ---------------- | ---------------- | ---------------- | --------- |
| Sergey Karjakin (RUS) | 2772   | 9    | ½                  | ½                  | ½                  | ½                  | ½                  | ½                  | ½                  | 1                  | ½                  | 0                  | ½                  | ½                  | ½                | ½                | 0                | 0                | 6 (1)     |
| Magnus Carlsen (NOR)  | 2853   | 1    | ½                  | ½                  | ½                  | ½                  | ½                  | ½                  | ½                  | 0                  | ½                  | 1                  | ½                  | ½                  | ½                | ½                | 1                | 1                | 6 (3)     |

### Defesa do título mundial em 2018
Carlsen enfrentou o norte-americano Fabiano Caruana no Campeonato Mundial de Xadrez de 2018 em Londres. O match de 12 jogos, organizado pela FIDE, foi disputada entre 9 e 28 de novembro. Todos os 12 jogos, com controle de tempo clássico, terminaram empatados. Carlsen manteve o título ao derrotar Caruana por 3–0 em jogos rápidos de desempate. Carlsen citou o primeiro jogo rápido, que foi decidido em um final de torre e peão, como o momento decisivo do confronto.

### Defesa do título mundial em 2021
Em 2020, Carlsen iria enfrentar o ganhador do torneio de candidatos, mas por conta da pandemia de COVID-19 o torneio fora adiado. Em 2021, o russo Ian Nepomniachtchi venceu o torneio e enfrentou Magnus num match de 14 partidas de 26 de novembro até 14 de dezembro. Os resultados terminaram com Magnus Carlsen atingindo a pontuação necessária de 7½ (7.5) e Nepomniachtchi com 3½ (3.5). O match teve 7 empates e 4 vitórias do Carlsen ao todo. A última partida foi realizada em 10 de dezembro de 2021.

### 2022
Carlsen decidiu não defender seu título para o Campeonato Mundial de Xadrez de 2023.

#### Controvérsia envolvendo Hans Niemann
Na terceira rodada da Sinquefield Cup de 2022, o Grande Mestre Hans Niemann derrotou Carlsen com as peças pretas, jogando a Defesa Nimzoíndia. O rating ao vivo de Niemann ultrapassou 2700 pela primeira vez com esta vitória. Carlsen retirou-se do torneio no dia seguinte, anunciando a sua decisão num tweet enigmático contendo um vídeo do treinador de futebol português José Mourinho, dizendo: "Se eu falar, estou em apuros e não quero estar em grandes apuros". Embora o próprio Carlsen não tenha feito alegações diretas, seu tweet, junto com as medidas de segurança intensificadas no torneio no dia seguinte à sua derrota, implicaram que havia uma acusação de que Niemann estava trapaceando, uma acusação negada por Niemann e vários comentaristas.
Niemann enfrentou Carlsen novamente em uma partida muito esperada durante a Julius Baer Generation Cup. Carlsen renunciou ao jogo após um lance, alimentando ainda mais a controvérsia. Esta tem sido caracterizada como a maior controvérsia envolvendo trapaça no xadrez internacional desde o incidente do Toiletgate no Campeonato Mundial de Xadrez de 2006. Muitos enxadristas e figuras públicas comentaram a controvérsia, do ex-campeão mundial Garry Kasparov ao magnata de negócios Elon Musk.

### 2024
Carlsen se envolveu em polêmicas quanto ao Freestyle Chess e Campeonato Mundial de Rápidas em 2024.

#### Controvérsia envolvendo o Freestyle Chess
O Freestyle Chess é a empresa de Magnus Carlsen destinada a organizar grandes eventos de xadrez960, ou Fischer Random Chess (xadrez aleatório de Fischer). Em 2024, gerou repercussão diante de rumores envolvendo conflitos entre a empresa de Carlsen e a FIDE (Federação Internacional de Xadrez), que alegara não ser possível atribuir a denominação de "Campeonato Mundial" a um evento lateral que não seja pertencente à federação, que é o órgão supremo do xadrez mundial. Inicialmente, acreditava-se que os jogadores atrelados a essa modalidade de xadrez seriam proibidos de participar em competições oficiais, como o Campeonato Mundial de Rápidas e Blitz. Entretanto, através de um acordo entre as organizações, a proibição foi revertida, permitindo a coexistência de Freestyle Chess e FIDE pacificamente.

#### Controvérsia envolvendo o Campeonato Mundial de Rápidas e Blitz de 2024
Ao violar o código de vestimenta do torneio, Magnus foi advertido quanto o jeans que estava usando. Cinco vezes campeão mundial de rápidas e sete vezes campeão mundial de blitz nos últimos anos, Carlsen alegou que trocaria suas roupas no dia seguinte, mas foi alertado para realizar a mudança no intervalo entre as rodadas. "Se tornou uma questão de princípio", disse ele ao se recusar a seguir as instruções, o que acarretou em seu não emparceiramento na nona rodada. Posteriormente, Magnus abandona o torneio no segundo dia do evento, deixando de disputar seu título como atual campeão de rápidas e blitz. Após um acordo entre o presidente da FIDE Arkady Dvorkovich e Magnus Carlsen, o enxadrista voltou ao torneio blitz para defender seu título e o partilhou com o GM Ian Nepomniachtchi, tornando-se cocampeão.

## Torneios conquistados
- Campeonato Norueguês (2006)[46]
- Bilbao Chess Masters Final (2011, 2012, 2016)
- Stavanger (2016)
- Grand Chess Tour — Londres (2015)
- Qatar Open (2015)
- Grenke Chess Classic (2015, 2019)
- Shamkir (2014, 2015, 2018, 2019)
- Zurique (2014)
- Saint Louis (2013, 2018)
- London Chess Classic (2009, 2010, 2012)
- Moscou (2011, 2012)
- Bazna (2010, 2011)
- Nanjing (2009, 2010)
- Torneio de candidatos de Londres (2013)
- Tata Steel Chess Tournament — Wijk ann Zee (2008, 2010, 2013, 2015, 2016, 2018, 2019)
- Baku (2008), Grand Prix 2008/2010
- Foros (2008)
- Biel (2007, 2011)
- Mundial de Xadrez Blitz (2009, 2014, 2017, 2018, 2019, 2022, 2023, 2024)
- Mundial de Xadrez Rápido (2014, 2015, 2019, 2022, 2023)
- Grand Chess Tour (2015, 2017)
- Tata Steel India Rapid and Blitz (2019)
- Online Steinitz Memorial (2020)
- Online Clutch Chess International (2020)
- Magnus Carlsen Online Chess Tour (2020)
- Saint Louis Online Chess 9LX (2020)
- Saint Louis Online Rapid and Blitz (2020)
- Copa do Mundo de Xadrez (2023) [47]
- Champions Chess Tour (2020, 2021, 2022, 2023, 2024)

## Jogos notáveis
- Carlsen–Garry Kasparov, Reykjavík Rapid (2004), Gambito da dama recusado. Aos treze anos, Carlsen teve reais chances de vencer Garry Kasparov (nº 1 do mundo na época e considerado por muitos o maior jogador de todos os tempos)[48] em um torneio de xadrez rápido.[49]
- Carlsen–Veselin Topalov, M-Tel Masters (2009), Defesa semi-eslava. Foi sua primeira vitória contra um jogador de rating acima de 2800.[50]
- Carlsen–Boris Gelfand, Tal Memorial (2011), Defesa eslava. O nº 1 de Israel e futuro desafiante de Anand no campeonato mundial fez um jogo incisivo, o qual Magnus conseguiu se defender com precisão. Magnus classificou como um dos jogos mais interessantes de que participou no período.[51]
- Carlsen–Hikaru Nakamura, London Chess Classic (2011), Abertura italiana: Giuoco Piano. Ao enfrentar o seu amigo e número um dos EUA, Magnus demonstrou como demolir uma estrutura de peões.
- Carlsen–Viswanathan Anand, Bilbao Masters (2012), Defesa Siciliana. Considerado, até o momento, o melhor jogo de sua carreira, contra o então campeão mundial.[52] Um sacrifício de peão levou à vitória no lance de número 30.
- Carlsen-Ian Nepomniachtchi, World Championship Match, Dubai (2021), a partida de número 6 do match de 2021 foi considerada a partida mais longa de toda a história do Campeonato Mundial de Xadrez[53] com 136 lances em 7 horas e 47 minutos de jogo, tendo Carlsen saído vitorioso. Até então, a mais longa partida em um Campeonato Mundial havia sido entre Viktor Korchnoi e Anatoly Karpov pelo Campeonato Mundial de 1978, com 124 lances.

## Livros e filmes sobre Carlsen
- Valaker, O; Carlsen, M. (2004). Lær sjakk med Magnus [Learn Chess with Magnus]. Gyldendal Norsk Forlag. ISBN 978-82-05-33963-7.
- The Prince of Chess, a film about Magnus Carlsen (2005). Directed by Øyvind Asbjørnsen.[54]
- Opedal, Hallgeir (2011). Smarte trekk. Magnus Carlsen: Verdens beste sjakkspiller [Smart Moves. Magnus Carlsen: The World's Best Chess Player]. Kagge. ISBN 978-82-489-1050-3
- Mikhalchishin, Adrian; Stetsko, Oleg. (2012). Fighting Chess with Magnus Carlsen (Progress in Chess). Edition Olms. ISBN 978-3-283-01020-1.
- Crouch, Colin (2013). Magnus Force: How Carlsen Beat Kasparov's Record. Everyman Chess. ISBN 978-1-78194-133-1.
- Kotronias, Vassilios & Logothetis, Sotiris (2013). Carlsen's assault on the throne. Quality Chess. ISBN 978-1-906552-22-0.
- Magnus (2016). Directed by Benjamin Ree.[55][56]